# Jeux de la Lusophonie
Les Jeux de la Lusophonie (en portugais : Jogos da Lusofonia) sont une compétition multisports organisée par l'Association des comités olympiques de langue officielle portugaise (en portugais : Associação dos Comités Olímpicos de Língua Oficial Portuguesa; ACOLOP) créée le 8 juin 2004.
Les membres fondateurs de l'ACOLOP sont :
l'Angola, le Brésil, le Cap-Vert, la Guinée-Bissau, Macao (Chine), le Mozambique, le Portugal, Sao Tomé-et-Principe et le Timor oriental.

## Membres de l'ACOLOP
- Angola
- Brésil
- Cap-Vert
- Guinée-Bissau
- Macao
- Mozambique
- Portugal
- Sao Tomé-et-Principe
- Timor oriental

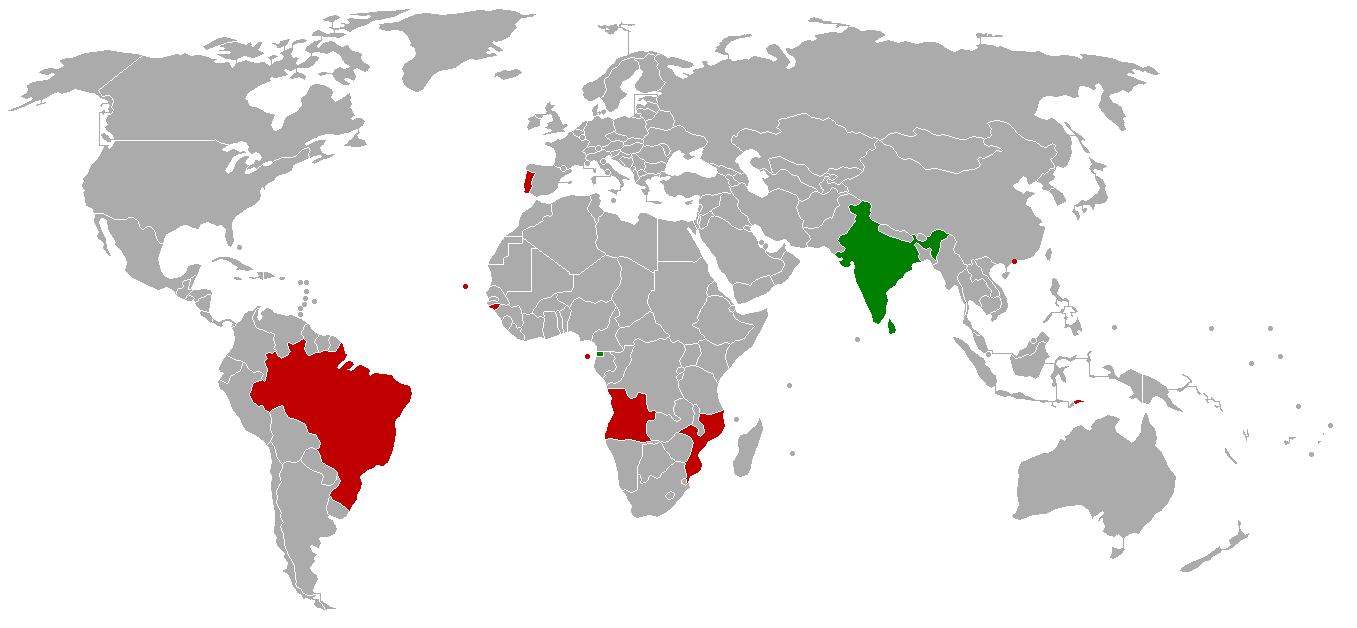
Les membres fondateurs de l'ACOLOP en rouge et les membres associés en vert.

Il y a également trois membres associés :
- Guinée équatoriale
- Inde
- Sri Lanka

Les Jeux de la Lusophonie fonctionnent un peu sur le modèle des Jeux du Commonwealth ou des Jeux de la Francophonie.

## Éditions
En 2017, les Jeux de la Lusophonie devaient se dérouler au Mozambique mais l'édition fut abandonnée en raison d'un soutien financier insuffisant du gouvernement du Mozambique.
| Année | Jeux | Ville hôte | Pays       | Dates                   | Pays le plus médaillé (bilan)        |
| ----- | ---- | ---------- | ---------- | ----------------------- | ------------------------------------ |
| 2006  | Ier  | Macao      | Macao      | 7 octobre - 15 octobre  | Brésil (29 or, 19 argent, 9 bronze)  |
| 2009  | IIe  | Lisbonne   | Portugal   | 11 juillet - 19 juillet | Brésil (33 or, 23 argent, 20 bronze) |
| 2014  | IIIe | Goa        | Inde       | 18 janvier - 29 janvier | Inde (37 or, 27 argent, 28 bronze)   |
| 2017  | —    | Maputo     | Mozambique | annulé                  | annulé                               |
| 2021  | —    | Luanda     | Angola     | annulé                  | annulé                               |
| 2028  | IVe  | Goiás      | Brésil     | 16 octobre - 24 octobre |                                      |